# لیلا یونس
لیلا یونس با نام کامل لیلا اسلام گزی یونسوا ([ليلي إسلام غيزي يونوسوفا] Error: {{Lang-xx}}: متن دارای نشانه‌گذاری ایتالیک است (راهنما)؛ زادهٔ ۲۱ دسامبر ۱۹۵۵) یک آذری فعال حقوق بشر است. وی همچنین برندهٔ جوایزی همچون لژیون دونور (شوالیه) شده‌است.

## زندگی‌نامه
لیلا یونس در ۲۱ دسامبر ۱۹۵۵ در شهر باکو به دنیا آمد، و بنام «لیلی یونس» مشهور بود، وی مدتی به عنوان مدیر انستیتوی صلح و دمکراسی که یک سازمان حقوق بشری است فعالیت داشته‌است. . او بخاطر کمک‌هایی که به مردم در جریان کوچ اجباری در باکو کرد معروف شد. وی همچنین در سازماندهی بسیاری از اعتراضات ماه ژوئیه ۲۰۱۴ نقش داشت، تا اینکه مقامات آذربایجان لیلی یونس را به‌اتهام جاسوسی به نفع ارمنستان دستگیر کردند اتهامی که از نظر همه مشکوک بود، وی در ۱۳ اوت ۲۰۱۵ به هشت سال و نیم زندان محکوم شد ولی به دلیل بیماری و وخامت وضعیت جسمی‌اش در ۹ دسامبر ۲۰۱۵ دادگاه حکم او را متوقف و از زندان آزاد گردید.

## فعالیت‌ها
لیلا یونس تاریخ‌نویس آموزشی است و تز خودش را در مورد «رقابت انگلیس –روس در دریای خزر و آذربایجان در نیمه اول قرن هجدهم» نوشت. در اواخر دوران اتحاد جماهیر شوروی، لیلا در موسسات حامی اصلاحات فعال بود، وی در سال ۱۹۸۸ ”جبهه مردمی آذربایجان برای حمایت از «پروستریکا» را با جمع کوچکی از روشنفکران و لیبرال‌ها تأسیس کرد.

## جوایز و تقدیرنامه‌ها
در اکتبر ۲۰۱۴ لیلا یکی از ۳۰ کاندید جایزه ساخاروف برای آزادی اندیشه بود، این کاندیداتوری از حمایت برخی از فعالان برجسته از جمله آخرین نسل از مخالفان شوروی و دوستان «آندره ساخاروف» برخوردار بود، به هنگام اعلان جایزه ساخاروف، پارلمان اروپا اعلام کرد که هیئتی از نمایندگان همه جریانات سیاسی را برای ملاقات با لیلا یونس به آذربایجان می‌فرستد تا از او در مبارزه‌اش برای برقراری دمکراسی و آزادی در آن کشور حمایت کنند.
لیلا یونس همچنین کاندید دریافت جایزه از حقوق بشر لاله بود.
در اکتبر ۲۰۱۴ کمیته «هلسینکی نروژ» جایزه ساخاروف برای آزادی اندیشه را به «لیلا یونس، رسول جعفراف، انار مامادلی و انتقام علی اوف» اعطا کرد، لیلا یونس همچنین در اکتبر سال ۲۰۱۴ بخاطر موفقیتهای شخصی اش در مبارزه برای حقوق بشر جایزه «سرگئو ویرا دمیلو» لهستان را دریافت نمود.